# Dídac Cuevas
Dídac Cuevas Simarro (Barcellona, 20 giugno 2000) è un cestista spagnolo.